# 2021年東南亞運動會跳水男子雙人3公尺跳板比賽
2021年東南亞運動會跳水比賽為第31屆東南亞運動會的其中一項競賽項目，共產生八面金牌；賽事因2019冠状病毒病疫情影響延期至2022年5月8日在美亭水下運動中心舉行。本條目為男子雙人3公尺跳板項目的比賽結果。
因新加坡組合退出所以此項目僅有馬來西亞和越南參賽。馬來西亞選手黄兹梁以及周貽尉以395.79分奪下金牌，成功衛冕並為馬來西亞在此項目達成八連霸。而銀牌則由越南選手阮松阳以及芳世英以305.64分拿下。

## 獎牌榜

### 項目獎牌榜
| 項目            | 金牌          | 银牌          | 铜牌   |
| 男子雙人3米跳板 | 黄兹梁 周貽尉 | 阮松阳 芳世英 | 不適用 |

### 國家獎牌榜
| 排名 | 国家／地区      | 金牌 | 银牌 | 铜牌 | 總數 |
| ---- | --------------- | ---- | ---- | ---- | ---- |
| 1    | 马来西亚（MAS） | 1    | 0    | 0    | 1    |
| 2    | 越南（VIE）     | 0    | 1    | 0    | 1    |
| 總數 | 總數            | 1    | 1    | 0    | 2    |

## 赛程表
所有的時間都是越南標準時間 (UTC+7)
| 日期   | 时间        | 轮次 |
| ------ | ----------- | ---- |
| 5月8日 | 16:45-17:20 | 决赛 |

## 成绩
| 金牌 | 黄兹梁 周貽尉 | 马来西亚 | 395.79 |
| 銀牌 | 阮松阳 芳世英 | 越南     | 305.64 |